# Mouvement des agriculteurs de 2024 en France
Le mouvement des agriculteurs de 2024 en France est une série de manifestations et de blocages routiers organisés par des agriculteurs non-syndiqués et par les syndicats agricoles (FNSEA, Jeunes Agriculteurs, Coordination rurale, Confédération paysanne, MODEF) depuis le 16 janvier 2024. Les agriculteurs expriment leur colère et leurs revendications face à la baisse de leurs revenus, à la hausse des charges, à la concurrence déloyale permise par les accords de libre-échange, à l'empilement des normes lié à une réglementation trop complexe, à la fiscalité, à certains aspects de la réglementation européenne en matière d'agriculture et aux contrôles de l'administration française. Ils demandent au gouvernement des mesures concrètes et rapides.
Après plus d'une semaine d'actions, Gabriel Attal annonce, le 26 janvier, des mesures d'aide mais jugées insuffisantes par nombre d'entre eux. Dès le lendemain est annoncé « un siège de la capitale et le blocage du marché de Rungis. À partir du 29 janvier, huit autoroutes autour de Paris sont en partie bloquées ; les syndicats agricoles sont reçus, mais des campements se montent pour tenir le « siège » plusieurs jours. Le lendemain, Gabriel Attal tient son discours de politique générale qui ne convainc pas les agriculteurs et, dans la soirée, la Confédération paysanne appelle à bloquer les centrales d'achat de la grande distribution ; en parallèle, d'autres professions commencent à se mobiliser. Le 31 janvier, les agriculteurs continuent d'avancer vers Paris malgré l'interpellation de personnes ; des blocus supplémentaires sont annoncés. Le 1er février, après de nouvelles annonces du gouvernement, la FNSEA et les JA appellent à suspendre les blocages, tandis que la Confédération paysanne et le MODEF appellent à poursuivre la mobilisation.
À partir du 2 février, la mobilisation se poursuit à plus basse intensité avec des actions envers la grande distribution. Le 5 février, la Fédération nationale d'agriculture biologique des régions de France appelle à une manifestation pour le 7 février, place du Palais-Bourbon à Paris. Le 24 février, le Salon de l'agriculture est fortement perturbé par les agriculteurs lors de la venue d'Emmanuel Macron.

## Contexte
Le mouvement des agriculteurs en France fait partie d'un plus vaste mouvement en Europe en janvier 2024, particulièrement fort en Allemagne, aux Pays-Bas et en Roumanie. En effet, le monde agricole européen est touché par la multiplication des événements climatiques extrêmes, la flambée des coûts de production et les conséquences commerciales de la guerre en Ukraine.
En France métropolitaine, le mouvement arrive après une année touchée d'abord par une sécheresse jusqu'à mi-octobre (elle-même précédée par une autre année de sécheresse) suivie d'une pluviométrie beaucoup plus importante que la moyenne sur la fin de l'année 2023, le tout alors que 2022 et 2023 sont les deux années les plus chaudes jamais enregistrées en France et dans le monde. Le mouvement apparaît également après une année 2023 socialement mouvementée, en partie autour de la question de la lutte contre le dérèglement climatique et de l'inflation depuis 2021, ce qui s'est traduit entre  autres par le massif mouvement social contre la réforme des retraites, une mobilisation contre les méga-bassines en parallèle et des émeutes consécutives à la mort de Nahel Merzouk durant l'été.
Les écarts de salaire dans la profession sont très marqués. Le revenu moyen net d'un agriculteur est de plus de 2 000 euros par mois, alors que le salaire médian n'est, lui, que de 1 035 euros par mois pour 70 heures de travail par semaine. Ces écarts sont fortement liés au type de pratique agricole, le revenu médian annuel allant de 18 420 euros dans l'élevage de bovins à viande à  26 740 euros pour le maraîchage et l'horticulture (ceux ci mélangeant les revenus de l'agriculture à des revenus additionnels)  . Le taux de pauvreté constaté varie lui aussi beaucoup, allant de 13,4 % dans la viticulture à 25,1 % chez les éleveurs de bovins destinés à la viande. Les mesures, notamment celles des lois EGalim, sont contournées par la grande distribution et par les industriels de l’agroalimentaire,.

## Chronologie

### Genèse (octobre 2023)

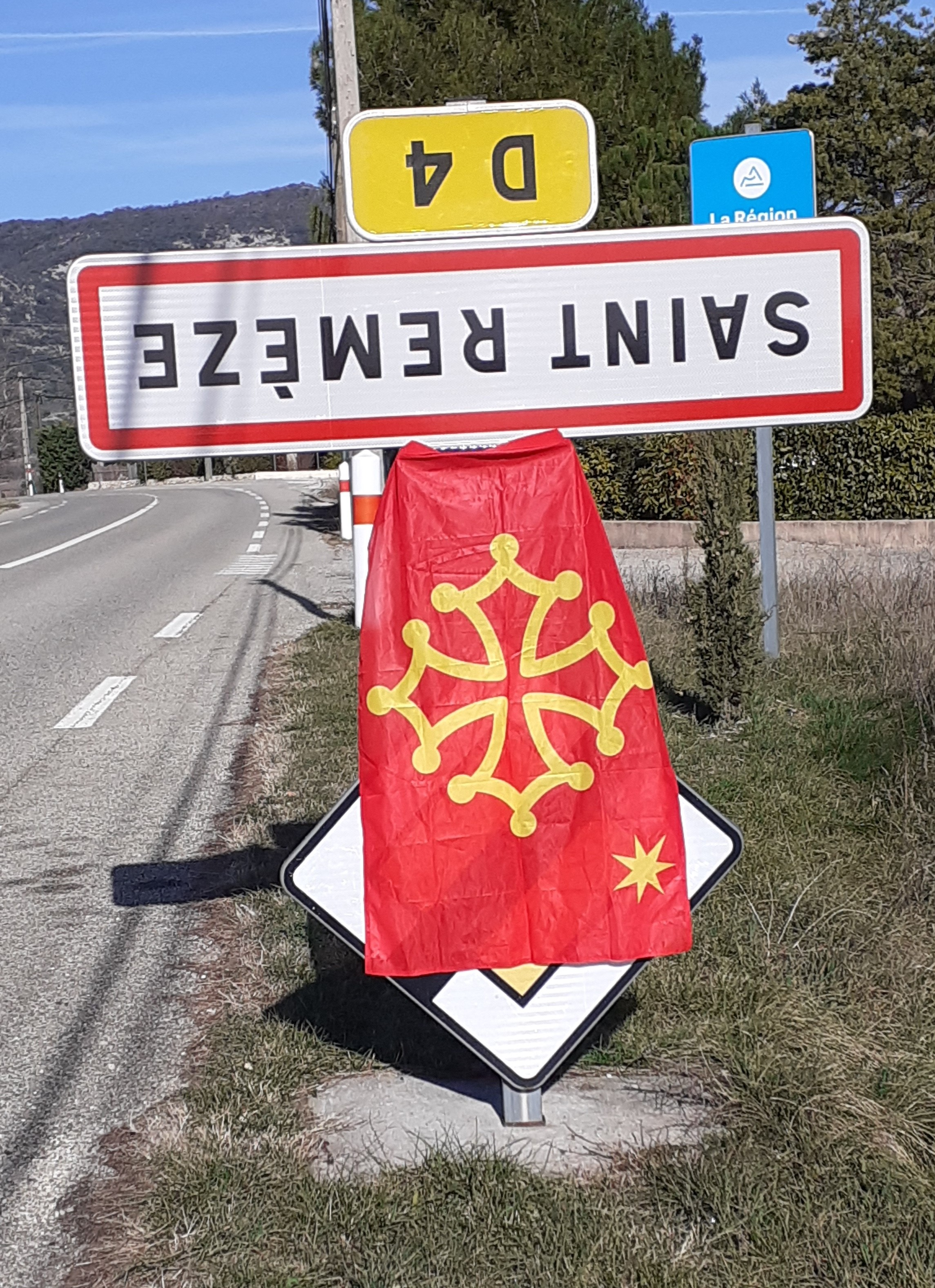
Panneau retourné à Saint-Remèze, dans l'Ardèche.

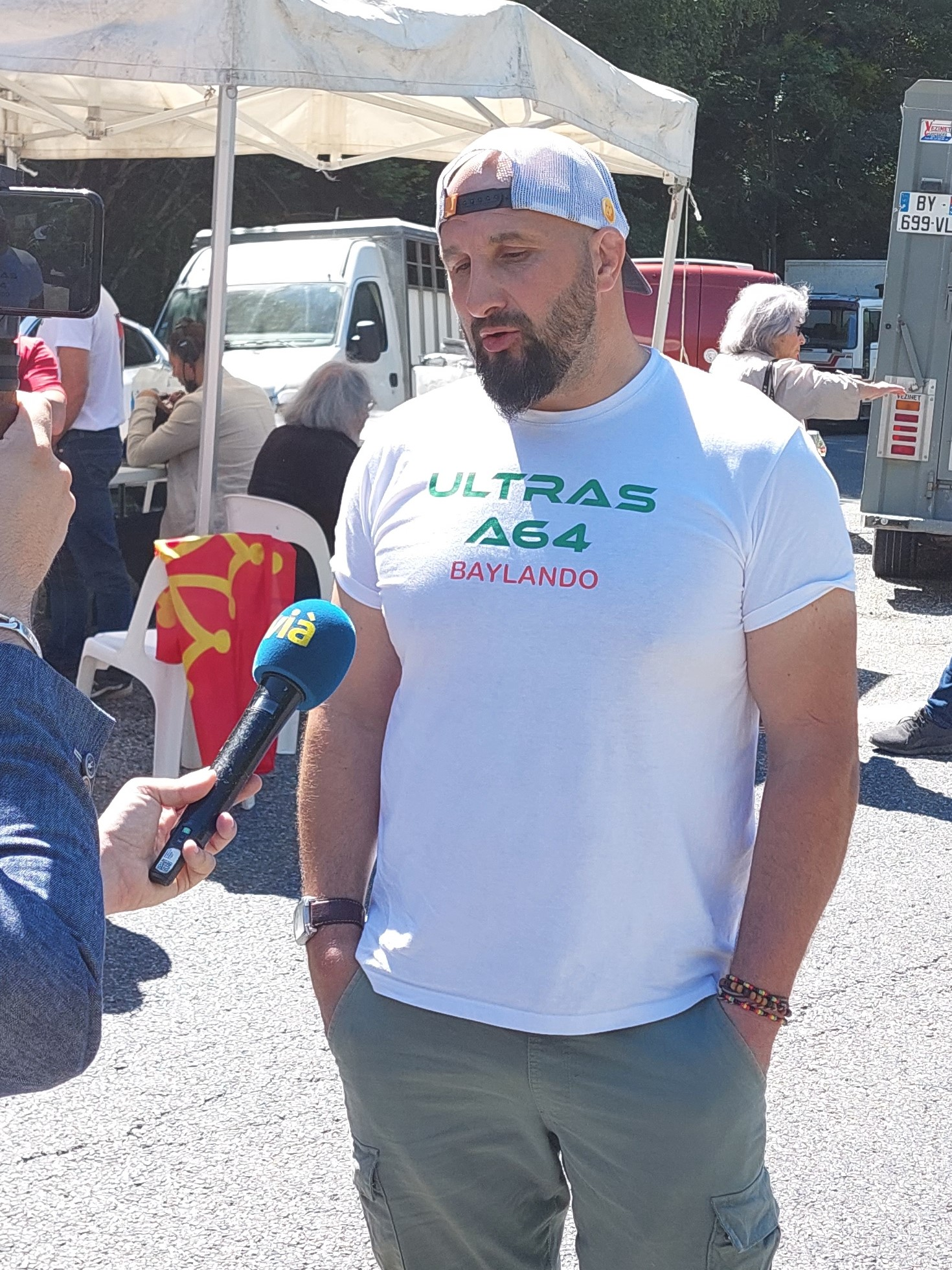
L'éleveur bovin d'Occitanie Jérôme Bayle, l'une des figures emblématiques du mouvement des agriculteurs de 2024.

À partir de fin octobre 2023 en Occitanie, des actions pacifiques sont menées à l'initiative de la Fédération nationale des syndicats d'exploitants agricoles (FNSEA) et du syndicat Jeunes Agriculteurs (JA), notamment en retournant les panneaux signalétiques à l'entrée des villes et communes, initiative parfois baptisée « On marche sur la tête », ensuite suivie dans d'autres régions françaises. Ce mouvement était lancé par les syndicats majoritaires, contrairement à la contestation à venir. Il avait par ailleurs été mis en pause officiellement dès le 6 décembre 2023.

### Intensification (18 au 25 janvier 2024)

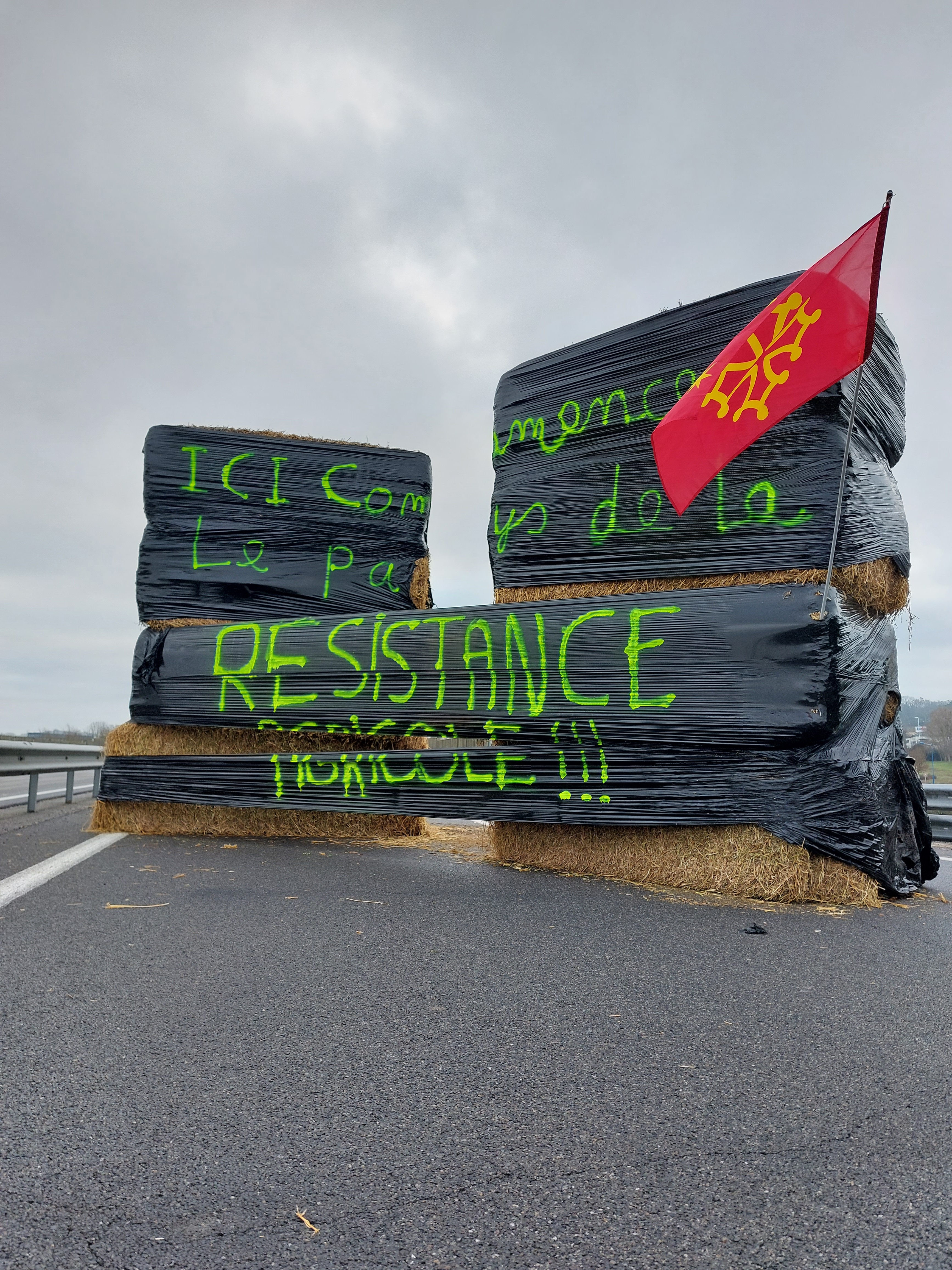
Blocage routier improvisé le 19 janvier 2024 par les Jeunes Agriculteurs et la FNSEA en Occitanie.

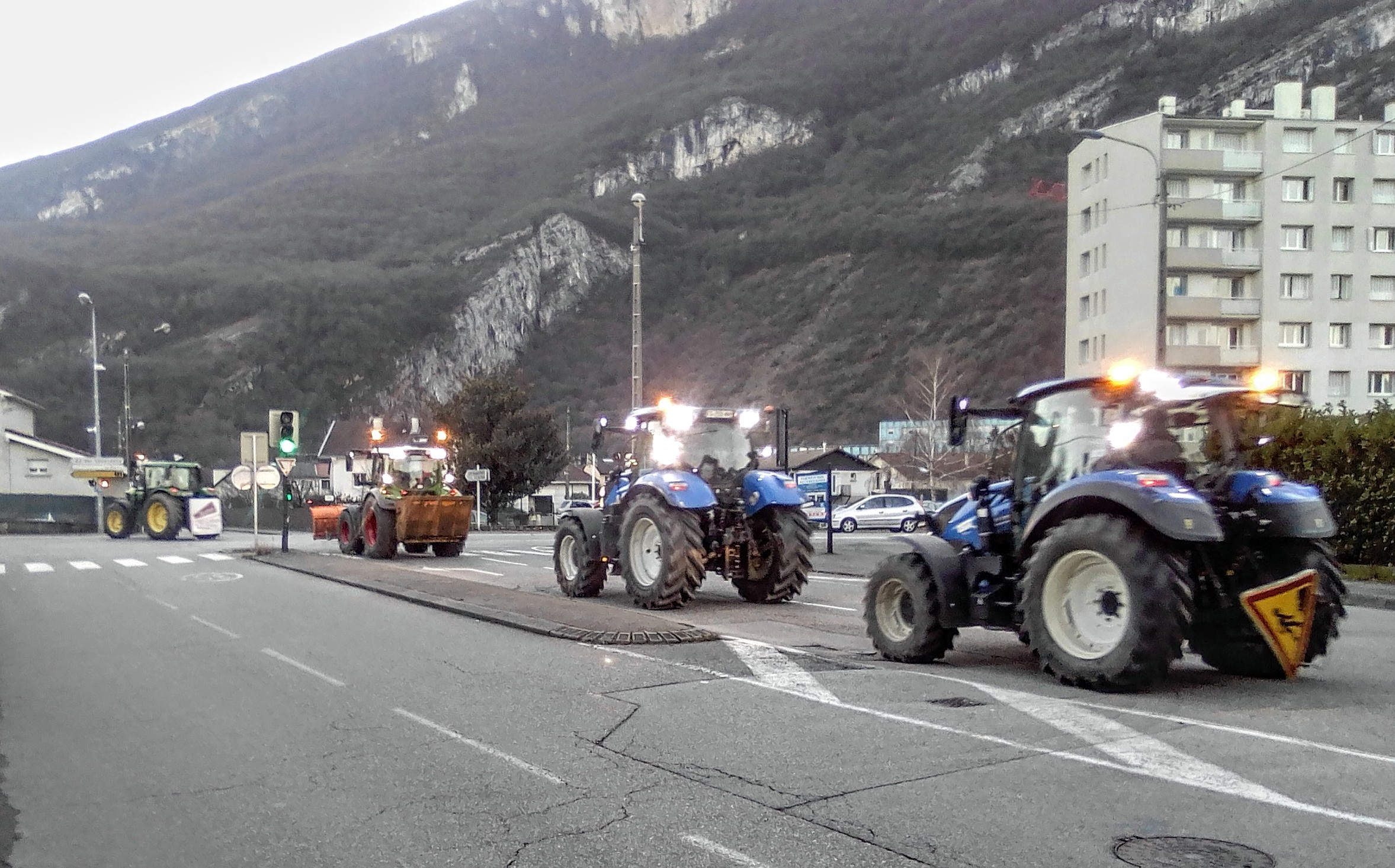
Manifestation d'agriculteurs à Sassenage (Isère) le 25 janvier 2024.

À partir du 18 janvier 2024, alors que se profilent les élections européennes, le mouvement s'intensifie, en commençant par l'Occitanie,,.
Après une première manifestation dans le centre-ville de Toulouse le 16 janvier,, le responsable régional de la FNSEA appelle les agriculteurs mobilisés à rentrer chez eux. Il est hué. Jérôme Bayle annonce alors sa volonté de bloquer l'autoroute le 18 janvier. À la suite de cela, des agriculteurs qu'il mène bloquent, à partir du 18 janvier, l’autoroute Toulouse-Tarbes A64, pendant plusieurs jours. Dans la nuit du 18 au 19 janvier, une explosion se produit dans les bâtiments de la direction régionale de l’environnement à Carcassonne. Des tags « CAV » sont retrouvés sur les murs. L'explosion, qui s'est produite dans des locaux vides, est revendiquée par le Comité d’action viticole,.
Le premier blocage d'autoroute s'organise « sans aucune concertation avec les syndicats ». Lors de la manifestation à Toulouse, le 16 janvier, Jérôme Bayle prend la parole avec un micro sur la place du Capitole pour lancer un appel au blocage de l'autoroute. « Les leaders syndicaux régionaux traditionnels, qui demandaient à leurs troupes de rentrer sagement à la maison après avoir fait défiler près de 400 tracteurs dans la capitale régionale, sont court-circuités dans l'instant » note Stéphane Thépot pour Le Point. Cette initiative prise sans concertation avec les syndicats témoignerait que « les cadres de la FDSEA semblent légèrement débordés par la base qui veut se lancer dans des moyens d’action plus radicaux » selon La Dépêche. Durant les premiers jours du blocage de l'A64, Jérôme Bayle s'entretient près d'une heure avec Arnaud Rousseau, le président de la FNSEA, syndicat majoritaire chez les agriculteurs, afin de lui faire remonter les revendications des agriculteurs mobilisés sur l'autoroute.
Le 19 janvier, Centre Presse rapporte que la FNSEA étudie « la possibilité d'un mouvement de protestation nationale dans les semaines à venir ». Sur France Inter, trois jours plus tard, le président de la FNSEA, Arnaud Rousseau, déclare : « Dès aujourd’hui et toute la semaine et aussi longtemps qu’il sera nécessaire, un certain nombre d’actions vont être menées »,.
Le mouvement s'étend ensuite à d'autres régions comme la Nouvelle-Aquitaine, l’Auvergne-Rhône-Alpes, le Centre-Val de Loire, le Grand Est, les Hauts-de-France et la Bretagne. Des centaines de tracteurs envahissent les rocades, les péages, les ronds-points et les bretelles d’autoroutes, provoquant d’importants embouteillages et des perturbations du trafic. Des opérations escargot, des distributions de produits locaux, des aspersions de lisier et des opérations péages gratuits ont également lieu.
Le 23 janvier à Poitiers, des agriculteurs déversent de la paille devant la préfecture, puis installent une mini-« bassine » d’eau symbolique avec des bottes de paille et une bâche, devant la permanence de la députée écologiste Lisa Belluco, en référence aux mouvements d'opposition aux méga-bassines auxquelles les partis et militants écologistes expriment leur désaccord, alors que la FNSEA est en faveur de ces bassines.

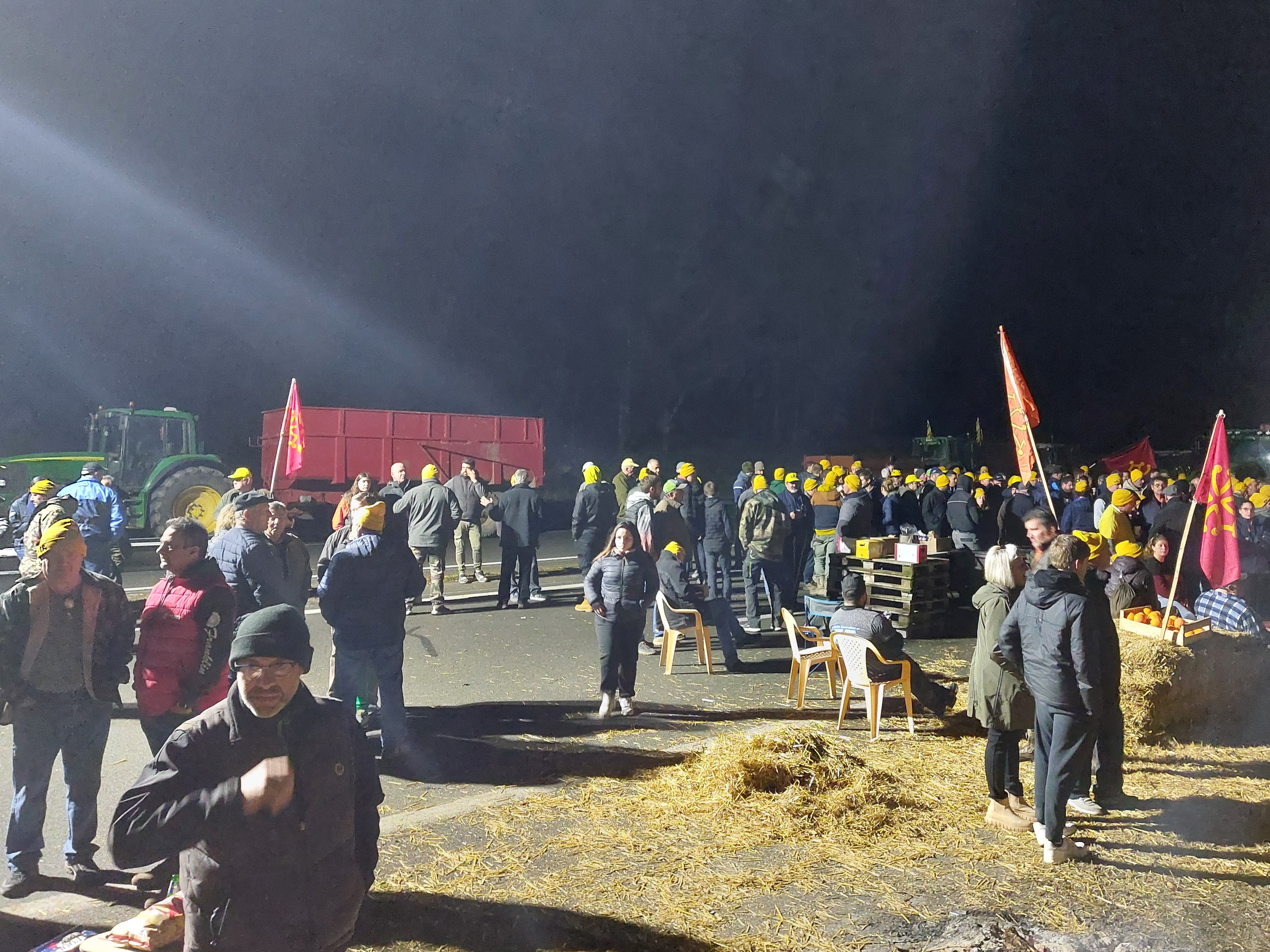
Les « Bonnets jaunes » de la Coordination rurale à Agen (Lot-et-Garonne) le 24 janvier 2024.

Le 24 janvier, La Confédération paysanne annonce son soutien aux mouvements de protestation des agriculteurs : « On soutient le mouvement et on le rejoint », assure le co-porte-parole du syndicat Sascha Vue. Néanmoins, le syndicat déplore la « récupération » du mouvement par la FNSEA, qui tente de s'imposer comme un acteur de poids dans la mobilisation actuelle alors que, selon lui, « la réalité du monde agricole est beaucoup plus diversifiée »,,.
Le même jour, après une rencontre à Agen entre la Coordination rurale du Lot-et-Garonne et un membre du cabinet du ministre de l'Agriculture, qui n'a donné lieu à aucune annonce concrète, des agriculteurs montrent leur colère en incendiant la façade de la préfecture, puis en déversant 20 tonnes de lisier autour du bâtiment. Ils ont ensuite organisé une manifestation de tracteurs dans la ville, principalement pour signaler leur colère aux administrations et aux banques, puis ils ont rempli de paille sale l'intérieur d'un restaurant McDonald's qui avait refusé de leur offrir des cafés gratuits et sont retournés bloquer des axes routiers dans la soirée.
Le 25 janvier, la Confédération générale du travail (CGT) appelle à soutenir et rejoindre le mouvement de protestation des agriculteurs et souhaite établir des convergences sur « les moyens de bien vivre de son travail », alors que les agriculteurs demandent, entre autres, une meilleure répartition des revenus.

### Appels à bloquer Paris (25au28 janvier)
Le 25 janvier, la FNSEA et les Jeunes Agriculteurs d'Île-de-France appellent dans un communiqué au « lancement du blocus de Paris » le vendredi 26 janvier sans attendre les mesures que doit annoncer le gouvernement. Les deux organisations demandent à leurs adhérents de se rassembler « sur les grands axes autour de la capitale ».
Le mouvement pourrait s'étendre à partir du 26 janvier à 14 h aux portes de la capitale, ceux-ci n'excluant pas d'y entrer ensuite si leurs revendications ne sont pas satisfaites, leurs exploitations étant en grand danger pour l'avenir.
Le 26 janvier, le Premier ministre Gabriel Attal annonce des mesures d'aide aux agriculteurs qui sont jugées insuffisantes par de nombreux agriculteurs, en particulier par la FNSEA et la Confédération paysanne qui appellent, le soir même, à poursuivre la mobilisation. Pour autant, ces réponses sont satisfaisantes pour Jérôme Bayle (oc), qui avait lancé le mouvement, et appelle alors à lever les barrages en Occitanie.
Le 27 janvier, à la suite des annonces du gouvernement jugées insuffisantes par de nombreux agriculteurs, la FNSEA et les Jeunes Agriculteurs du Grand Bassin parisien ont annoncé, dans un communiqué commun, « un siège de la capitale pour une durée indéterminée » à partir de lundi à 14 heures. Parallèlement, la Coordination rurale du Lot-et-Garonne, dirigée par José Pérez (oc) et Karine Duc (oc), a fait savoir qu'elle prévoyait de bloquer le marché d'intérêt national de Rungis.
Le lendemain, le ministère de l'Intérieur déploie un « dispositif de défense » important pour éviter le blocage de Paris et de Rungis, mais demande aux forces de l'ordre « d’agir avec grande modération et de n’intervenir qu’en dernier recours ». Deux véhicules blindés à roue de la gendarmerie mobile sont déployés.
Le 28 janvier, plus de 50 organisations écologistes, dont Greenpeace, Alternatiba, Les Amis de la Terre, France Nature Environnement, Les Soulèvements de la Terre, Attac, Youth for Climate ou encore Extinction Rebellion annoncent leur soutien et appellent à rejoindre les mobilisations. Ces organisations refusent « d'être cataloguées comme ennemies des agriculteurs ». Elles appellent à rejoindre les mobilisations du monde agricole « en tant qu'alliés » et « pour défendre le monde paysan »,.

### «Siège» de Paris (29 janvierau2 février)
La FNSEA et les Jeunes Agriculteurs ont prévu de mettre en place, lundi 29 janvier, huit « points de blocage » en région parisienne avec pour mot d'ordre un « siège » de la capitale. Le gouvernement a annoncé que 15 500 membres des forces de l'ordre seraient mobilisés pour empêcher notamment que les tracteurs n’entrent dans les grandes villes.
Le 29 janvier, les autoroutes autour de Paris (A1, A4, A5, A6, A10, A13, A15 et A16) sont en partie fermées et les syndicats agricoles sont reçus à 18 h par Gabriel Attal. Des campements se montent pour tenir le « siège » plusieurs jours. Selon la gendarmerie, 30 départements sont touchés et 16 autoroutes concernées. Les agriculteurs se sont organisés pour tenir jusqu'au 1er février, avec tours de garde et renforts prévus à partir du 30 janvier.
Le 30 janvier, les agriculteurs entament leur deuxième jour de blocage d'axes stratégiques autour de Paris et leurs tracteurs se rapprochent de la capitale. Le Premier ministre Gabriel Attal tient son discours de politique générale devant l'Assemblée nationale et fait de nouvelles annonces pour le monde agricole qui ne convainquent pas les leaders des syndicats agricoles et ne calment pas la colère des agriculteurs dépités. Dans la soirée, la Confédération paysanne appelle « à bloquer les centrales d'achat » de la grande distribution et à « cibler les prédateurs du revenu paysan », estimant que le discours de politique générale de Gabriel Attal n'a offert « aucun engagement [...] pour ouvrir un chantier sur l'interdiction d'achat en dessous du prix de revient de nos produits agricoles ». Si le « blocus de Paris » ou le « siège » de la capitale attire plus l'attention, de nombreuses actions ont aussi lieu dans plusieurs régions du pays, notamment en Isère, en Savoie, dans le Vaucluse, dans la Drôme ou encore dans les Alpes du Sud,. Certains produits commencent déjà à manquer. Dans le même temps, les taxis, EDF et les enseignants se mobilisent, et d'autres secteurs songent à rejoindre les agriculteurs, à l'image des pêcheurs, si bien que l'hebdomadaire Marianne s'interroge si un « front social » ne serait pas en train de naître,.
Le 31 janvier, les premières pénuries sont observées dans les supermarchés. 91 personnes sont interpellées dans l’enceinte du marché de Rungis à la suite d'une intrusion dans un entrepôt du marché. Serge Bousquet-Cassagne, président de la chambre d'agriculture du Lot-et-Garonne, figure parmi les interpellés. À 17 heures, plus de 150 rassemblements étaient recensés, avec 8 500 manifestants pour environ 5 500 engins, selon une source policière. Les agriculteurs se rapprochent de Paris et continuent également leur progression vers Lyon avec, pour objectif, de faire le blocus de la deuxième ville de France. Des agriculteurs français et belges bloquent la frontière à plusieurs endroits. Un « blocage » de Rennes est également prévu pour le 1er février après avoir coupé les six axes routiers autour de la ville : 300 tracteurs sont attendus. Le Monde révèle, par ailleurs, que la FNSEA se montre « très inquiète de la venue de différents cortèges de la Coordination rurale », redoutant que « certains de ses militants de ses propres troupes les rejoignent pour des actions plus musclées ». La note du service de renseignement territorial évoque également des « pressions » de la FNSEA sur « les pouvoirs publics pour que ces convois soient stoppés ».
Le 1er février, Gabriel Attal annonce de nouvelles mesures, dont une enveloppe de « 150 millions d'euros » pour les éleveurs, une « phase massive de contrôle » des industriels et supermarchés, ou la mise en « pause » du plan Écophyto visant à réduire l'usage des pesticides. La FNSEA et les JA ont appelé à « suspendre les blocages » et à « rentrer dans une nouvelle forme de mobilisation », tandis que la Confédération paysanne souhaite poursuivre le mouvement,. Au soir, 20 points de blocage sont toujours en cours.
Le 2 février, les derniers gros barrages routiers ont été levés ou évacués par la police et les autoroutes sont rouvertes en Île-de-France dans l'après-midi,,. Pour déloger la Confédération paysanne, les forces de l’ordre déploient les grands moyens. Des manifestants rapportent que des contrôles d’identité ont notamment été effectués lors de la levée d’un barrage à Saint-Étienne-de-Montluc, en Loire-Atlantique.

### Poursuite à basse intensité (à partir du3 février)
Le 3 février, des perturbations sont encore en cours par endroits sur les routes, notamment sur l'A71 vers Poitiers[Information douteuse]. Plusieurs dizaines d’agriculteurs de la Confédération paysanne mènent également une action choc dans le Carrefour de Lescar, près de Pau. Ils se sont déshabillés dans les rayons pour dénoncer les conditions de vie des paysans et les marges des industriels : « Ils nous mettent à poil ».
Le 5 février, la Fédération nationale d'agriculture biologique (FNAB) appelle à une mobilisation le 7 février, place du Palais-Bourbon. La FNAB estime que l'agriculture biologique « est abandonnée par le gouvernement » et que Gabriel Attal n'a pas pris en compte les revendications des producteurs bio. Le même jour, des agriculteurs installent un « marché paysan » devant un supermarché de Dordogne, ils installent leurs étals devant le centre commercial La Feuilleraie à Trélissac le 5 février, à l'appel d'Agrobio Périgord, avec le soutien de la Confédération paysanne, pour demander le respect de la loi EGalim. Une vingtaine d'agriculteurs bloquent également une plateforme logistique des supermarchés Casino à Aix-en-Provence. À Lyon, plusieurs dizaines d'apiculteurs déposent un millier de ruches sur la place Bellecour afin de protester contre la mise en pause du plan Écophyto, alors que l'usage des pesticides cause de très lourdes pertes parmi leurs abeilles. Ils manifestent également contre l'importation de miel d'Ukraine, beaucoup moins cher que le miel français, qu'ils estiment être de la concurrence déloyale.
Le 21 février à 14 h, 200 agriculteurs de la Confédération paysanne forcent l'entrée de l'entreprise Lactalis à Laval à l'aide de deux tracteurs,. Les agriculteurs, munis de pancartes et d'autocollants, souhaitent par cette action dénoncer « les pratiques du géant de l’industrie laitière et réclamer une meilleure rémunération des éleveurs ». Lactalis leur propose alors un rendez-vous le lendemain à 14 h avec « les deux directeurs généraux du groupe ». Le 22 février, vers 21 h, 60 agriculteurs toujours présents dans les locaux de l'entreprise sont délogés par les CRS.

### Chaos au Salon de l'agriculture (24 février)
Le 24 février 2024 s'ouvre le soixantième Salon international de l'agriculture, notamment en présence du président Emmanuel Macron et du ministre de l'Agriculture Marc Fesneau,. Un grand débat devait être organisé avec différents syndicats et associations, mais devant les réticences, polémiques et oppositions, celui-ci est finalement annulé. Plusieurs centaines d'agriculteurs en colère, souhaitent interpeller et chahuter le chef de l'État,, notamment sous l'égide de la Coordination rurale, de la FNSEA et des Jeunes agriculteurs. La sécurité est rapidement débordée et des renforts massifs de CRS sont dépêchés sur place, alors que les heurts et mouvements de foule empêchent ou retardent lourdement la tenue du programme prévu,,,,. Une entrevue de deux heures, isolée et encadrée, s'improvise entre Emmanuel Macron et plusieurs représentants ; le président annonce alors sa volonté de mettre en place « des prix planchers qui permettront de protéger le revenu agricole,,. » Les tensions persistent toutefois jusqu'en milieu d'après-midi, alors que les visiteurs de certains pavillons ont été contenus voire refoulés durant une grande partie de la journée,,. On dénombre au moins six interpellations, huit policiers blessés ainsi qu'un bilan économique particulièrement inquiétant,,. Cet épisode est largement retranscrit dans la presse nationale et internationale, étant globalement jugé inédit et chaotique,,,.
Le 7 mars, le MODEF organise dans toute la France des manifestations pour rappeler que les revendications des agriculteurs n'ont pas été écoutées. La revendication principale portée par le MODEF de prix planchers, garantis par l'État en fonction des coûts de production réels avec contrôle des marges de la distribution par le coefficient multiplicateur, a largement été édulcorée par les pouvoirs publics[réf. nécessaire].

### «ActeII» contre le traité UE-Mercosur (novembre)

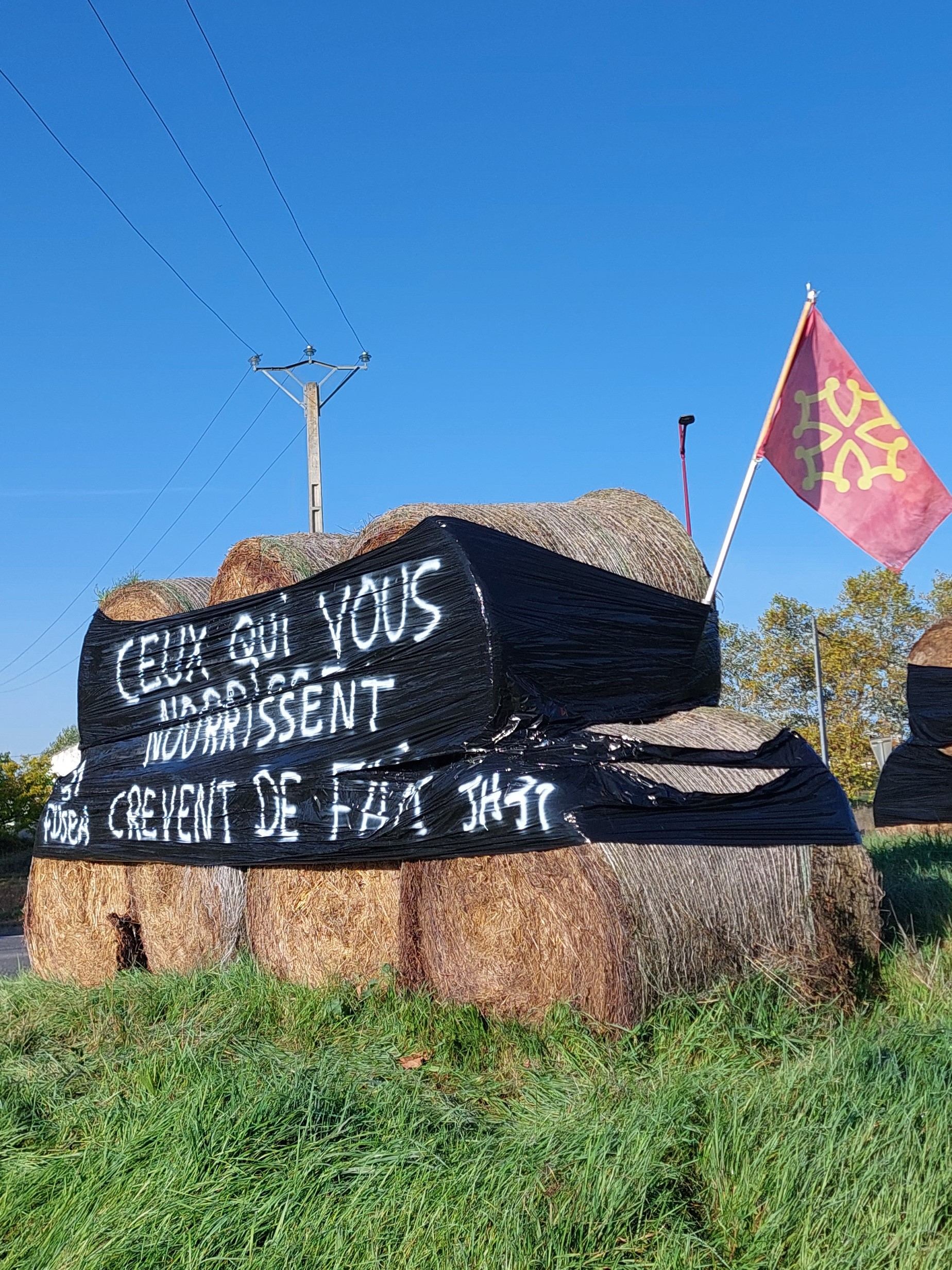
L'Acte II (novembre) contre le traité UE-Mercosur

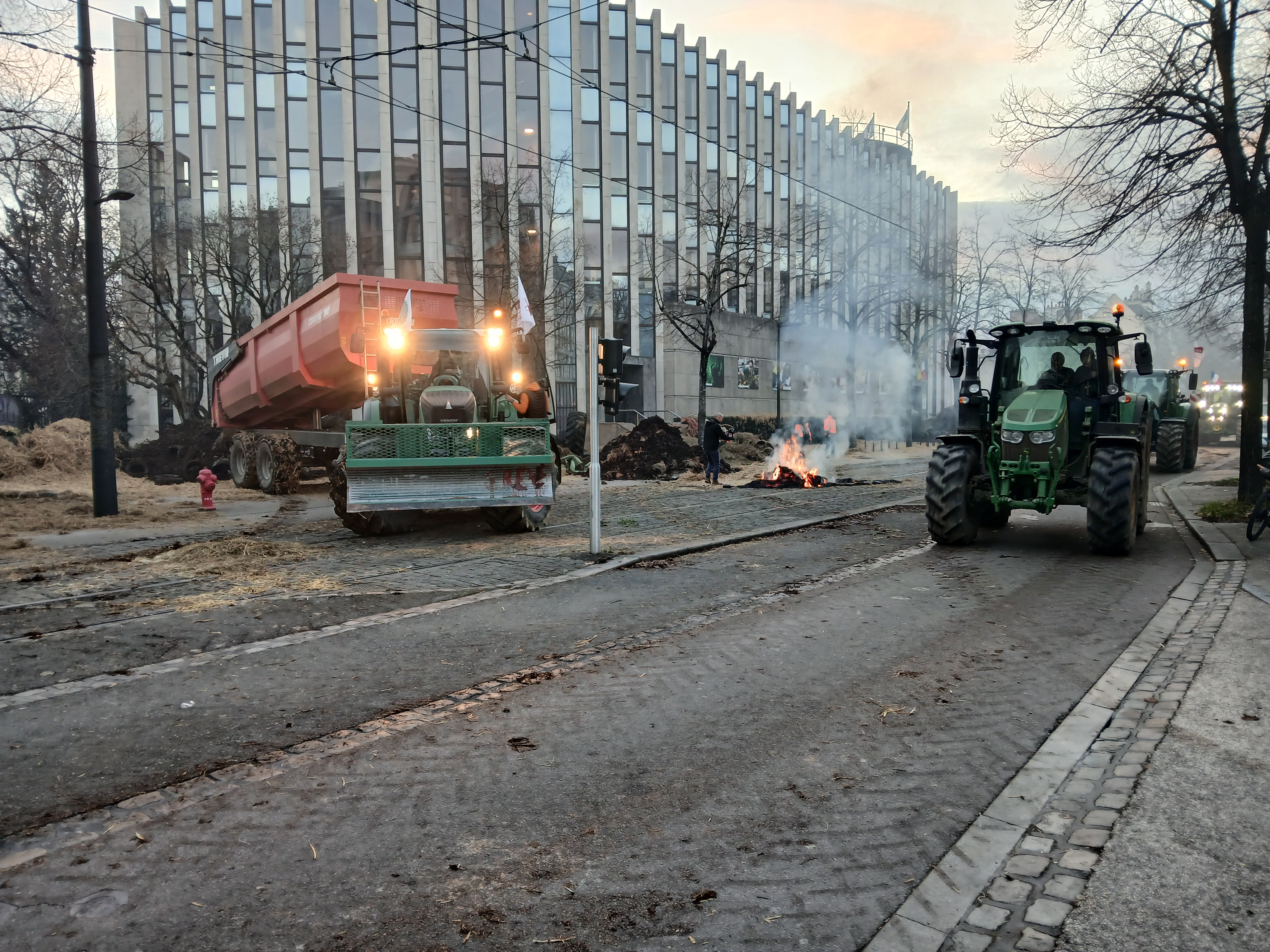
Manifestation et dégradations devant le bâtiment de la région Bourgogne-Franche-Comté à Dijon, le 11 décembre 2024.

En novembre, le mouvement reprend pour dissuader le gouvernement français de s'associer à l'accord de libre-échange entre l'Union européenne et le Mercosur,. Les médias français utilisent l'expression « Acte II » en référence au mouvement des Gilets jaunes.

## Revendications

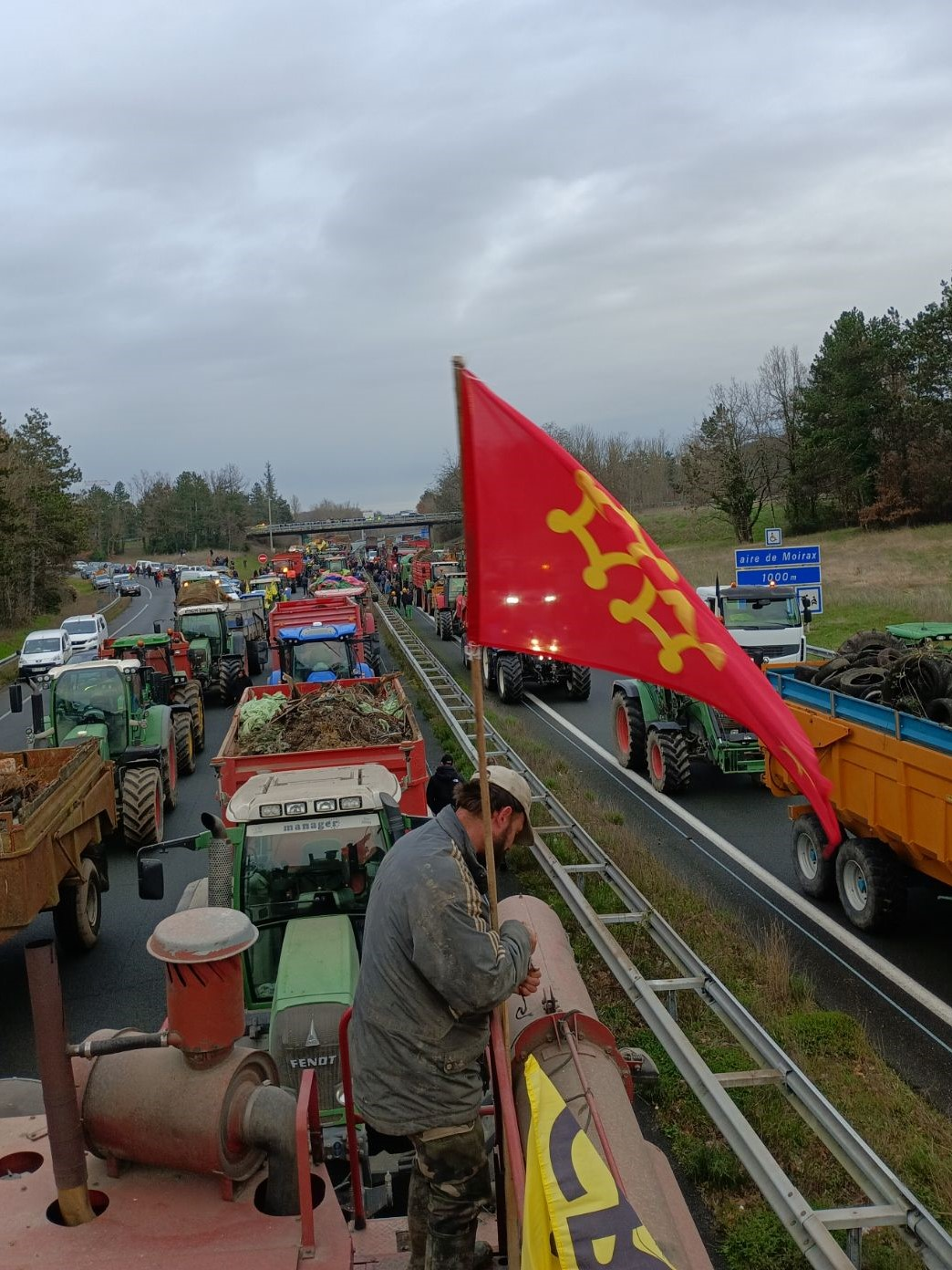
Agriculteurs occitans à Agen (Lot-et-Garonne) le 22 janvier 2024.

Les causes de la contestation sont multiples, mais elles se rejoignent sur le sentiment d'abandon et d'injustice ressenti par les agriculteurs, qui se disent victimes d'une concurrence déloyale, d'une pression fiscale et réglementaire excessive, d'un manque de reconnaissance et de soutien de la part des pouvoirs publics et des consommateurs.
Les revendications varient selon les syndicats, mais aussi les moments du mouvement. Ainsi, si au départ les revendications portent surtout sur le revenu et la prise en charge de problématiques liées au changement climatique (MHE, sécheresse), la deuxième partie du mouvement se concentre sur les normes ou les retraites.

### Principales revendications
En novembre 2023, quelques semaines avant le début du mouvement, les préoccupations principales des agriculteurs français étaient les suivantes :
- celles liées au revenu et contexte économique étaient citées par 53 % des répondants (avec en tête l’augmentation des coûts, l’instabilité des marchés et les prix de vente insuffisants);
- celles liées aux normes, aux politiques publiques et aux contrôles étaient cités par 35 % des répondants (avec en tête les lois et normes encadrant les pratiques ainsi que les contrôles) ;
- celles liées au contexte climatique et à la vulnérabilité environnementale arrivaient en troisième position, citées par 25 % des répondants (avec en tête le dérèglement climatique et ses conséquences) ;
- le manque de considération et de reconnaissance arrivait en quatrième position, cité par 19 % des agriculteurs interrogés.

Au début du mouvement, Jérôme Bayle articule trois demandes au gouvernement:
- une meilleure prise en charge des dommages liés à la MHE ;
- l’annulation de la hausse de taxes sur le GNR (gazole non routier) ;
- des avancées sur la question des retenues d’eau[97].

Deux de ces trois demandes sont directement liées aux impacts du changement climatique en Occitanie.
À cette liste s'ajoutent des revendications très importantes comme la protection de la souveraineté alimentaire, face aux accords de libre-échange (notamment le projet d'accord de libre-échange entre le Mercosur et l'Union européenne) qui entraînent des distorsions de concurrence par l'importation de produits moins chers et de moindre qualité,.

### Revendications de la FNSEA et des Jeunes Agriculteurs
Le 24 janvier, les représentants de la FNSEA et des Jeunes Agriculteurs (JA) ont adressé au gouvernement une liste de 120 demandes, parmi lesquelles une vingtaine de mesures considérées comme prioritaires. Ils s’attaquent notamment à la question des salaires, aux contraintes environnementales, et réclament des mesures sociales et fiscales pour garantir l’avenir de la profession,. Ces demandes s'articulent autour de « trois axes prioritaires » : le sentiment de dénigrement de la profession, les questions de rémunération et l’accumulation des normes.
Dans l'émission Complément d'enquête du 29 février 2024, la représentativité des demandes de la FNSEA est mise en question, sur la base d'une enquête auprès des agriculteurs.

### Revendications de la Confédération paysanne
Le Mouvement de défense des exploitants familiaux et la Confédération paysanne ont annoncé, le mardi 23 janvier, leurs solutions pour rendre sa dignité à l’agriculture familiale, qui passent notamment par des prix de vente planchers ou garantis par l’État, par la régulation des marchés et la fin de la concurrence. Pour la Confédération paysanne, la première mesure est « d'instaurer une véritable rémunération du travail » ainsi que la fin immédiate de toutes les négociations sur les accords de libre-échange, qu'elle estime délétères à la fois pour eux mais aussi pour les paysans des pays concernés. Le syndicat estime que les gouvernements successifs et la FNSEA ont mené conjointement l'agriculture dans l'impasse actuelle d'un système économique ultralibéral, inéquitable et destructeur.
Revendications du MODEF :
- Coefficient multiplicateur pour encadrer les marges de la distribution ;
- Prix planchers garantis par l'État calculés en fonction des coûts de production réels et non choisis par l'interprofession.

## Conséquences
Les actions des agriculteurs sont décrites par les médias comme « spectaculaires »,,,,.

### Bilan humain
Le 23 janvier, à 5 h 45 du matin, une voiture percute un mur de paille qui barrait l'accès à la route nationale 20 en Ariège, tuant une agricultrice de 37 ans et sa fille de 12 ans, et blessant grièvement son mari,. Selon l'enquête, il s'agit d'un accident, l'automobiliste ayant consciemment contourné les obstacles mais n'ayant pas vu le mur en raison de la bâche noire qui le recouvrait alors qu'il faisait encore nuit. Le samedi 27 janvier, des milliers de personnes habillées de blanc se sont recueillies à Pamiers et ont participé à une marche en mémoire de l’éleveuse et de sa fille décédées en début de semaine. Jugé le 18 février 2025 pour des faits d'« homicides involontaires aggravés », l'automobiliste est condamné à 5 ans de prison ferme.

### Dégradations
En plus des manifestations et des blocages de route, des actions plus violentes ont lieu, souvent dirigées envers des écologistes. Le 16 janvier, en marge d'une manifestation à Toulouse, des membres de la FNSEA déversent des ordures devant l'Agence de l'eau, la cité administrative et le local régional d'Europe Écologie - Les Verts, en ciblant des lieux qu'ils considèrent comme les symboles d'une politique environnementale qui les asphyxie. Cette action est très mal prise par les écologistes, estimant que les manifestants « se trompaient de cible ».
Dans la nuit du 18 au 19 janvier, une bombe explose dans un bâtiment de la direction régionale de l'Environnement, de l'Aménagement et du Logement de l'Aude à Carcassonne (Occitanie), sans faire de blessés car il était vide à cette heure. Plusieurs tags du Comité d'action viticole (un groupe radical occitan de producteurs de vin) sont retrouvés sur les lieux de l'attaque. Le 26 janvier, un bâtiment de la Mutualité sociale agricole (MSA) est incendié à Narbonne, en Occitanie. Le même jour, à la suite du discours de Gabriel Attal, des agriculteurs occitans radicalisés lancent l'opération Cobra et incendient le bureau des douanes à Nîmes.

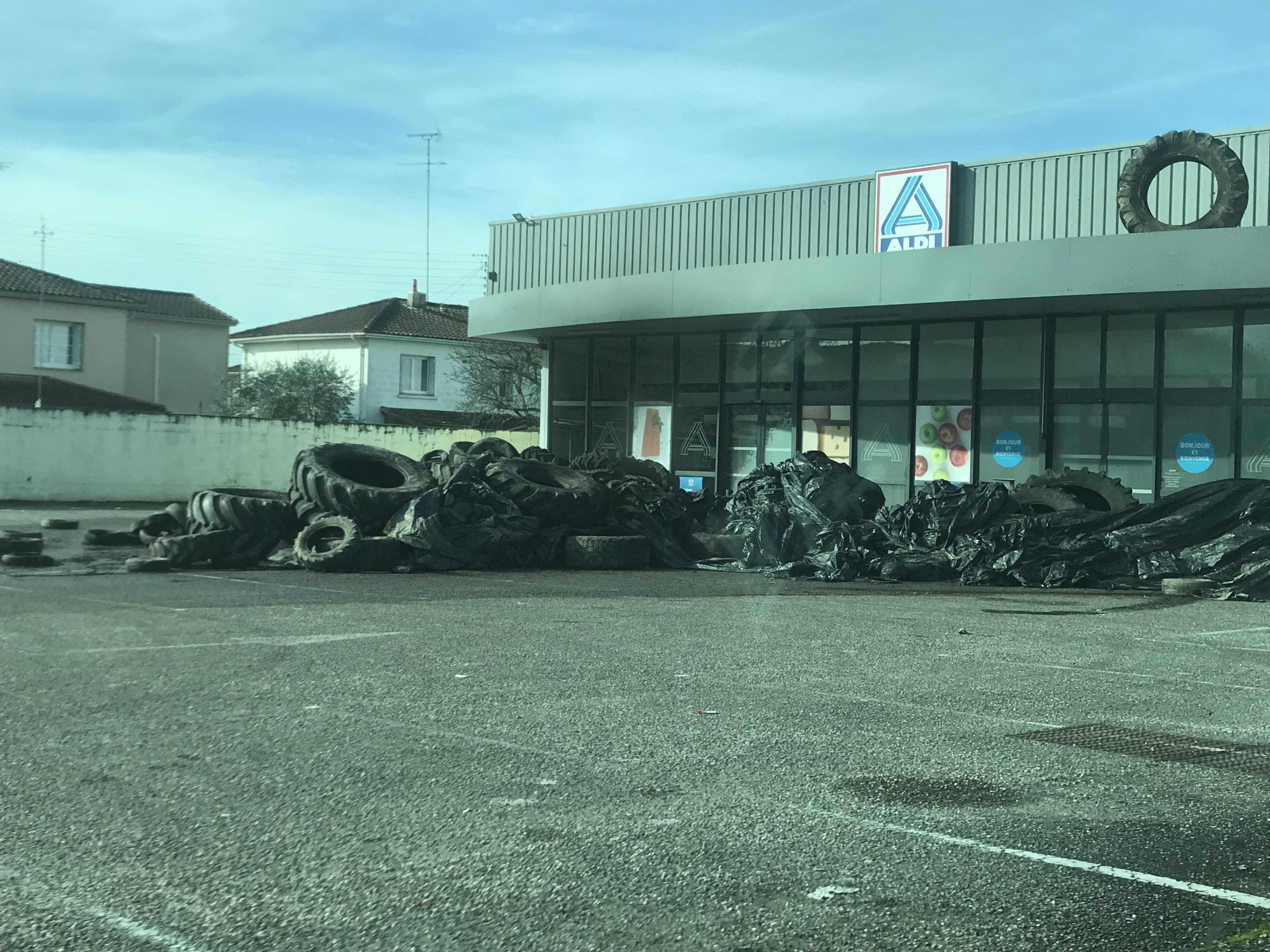
Magasin Aldi de Marmande (Lot-et-Garonne), après le passage des agriculteurs.

Le 24 janvier, une réunion a lieu entre Karine Duc, la co-présidente de la Coordination rurale du Lot-et-Garonne, et un membre du cabinet du ministre de l'Agriculture, à l'issue de laquelle Karine Duc estime que rien n'en est ressorti. Pour montrer leur mécontentement, des agriculteurs mettent le feu à des bottes de paille, du plastique et des pneus installés contre la façade de la préfecture, et déversent 20 tonnes de lisier tout autour. Ils vont ensuite manifester à Agen afin de passer devant les banques et les administrations, sur initiative de l'autre co-président de la Coordination rurale, José Perez. Durant la manifestation, certains demandent à un McDonald's de leur offrir des cafés gratuits et, devant le refus du « manager », ils saccagent l'intérieur du restaurant avec du foin sale. Le lendemain dans la même ville, les agriculteurs éventrent et pendent un sanglier devant l'inspection du travail, créant une polémique. Un hypermarché E.Leclerc est également fortement dégradé, le déversement de lisier par les agriculteurs causant l'effondrement d'une partie du toit. Le 24 janvier également, durant une manifestation au centre-ville de Guéret suivie par le blocage de la route nationale 145 par 600 agriculteurs dans la Creuse, du lisier est déversé sur les vitrines et la porte de la députée La France insoumise Catherine Couturier, alors même qu'elle affirme soutenir « la mobilisation des agriculteurs sur une partie de leurs revendications ». Celle-ci réagit par « Je regrette d'être à nouveau la cible de la cristallisation d'une colère qui peut être légitime sans nécessairement s'en prendre aux représentants de l'État et aux parlementaires sans aucun discernement ». Les grilles de la préfectures sont également aspergées de lisier.

### Blocage des routes et des plateformes logistiques

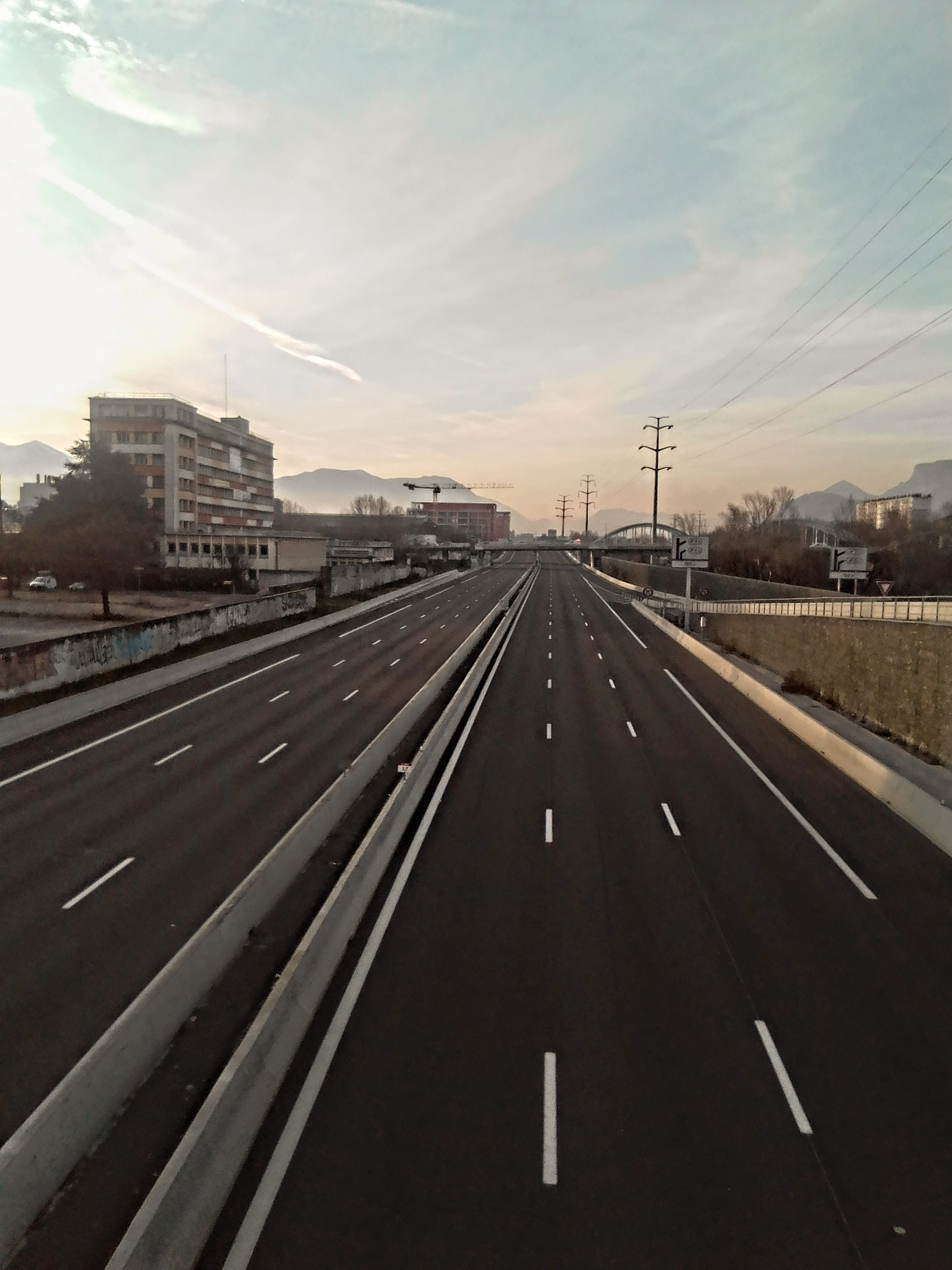
Autoroute A480 coupée à la circulation entre le pont du Vercors et le pont de Catane à Grenoble, le 29 janvier 2024.

Le blocage de diverses voies routières et autoroutières entraîne de gros problèmes de circulation, notamment à l'intérieur et autour des grandes agglomérations françaises. Des opérations escargot sont également organisées. Les sites Web des différentes sociétés concessionnaires d'autoroute, à l'instar d'APRR et AREA, indiquent les points blocage sur leurs voies concédées.
Le 26 janvier, le directeur de Lidl France, Michel Biero, mentionne des problèmes d'approvisionnement dans « certains magasins » de l'entreprise[Où ?] car les camions ne peuvent plus assurer normalement les livraisons.
Une opération baptisée « portes closes » a été lancée le 29 janvier 2024 par des manifestants qui ont ciblé les zones industrielles où sont basées des plates-formes logistiques et les centrales d'achat de groupes de la grande distribution situées dans l'agglomération de Beaucaire (Gard), tels que Carrefour, Auchan ou Grand Frais. Dans la nuit du 30 au 31 janvier, plusieurs agriculteurs de la Coordination rurale 37 ont bloqué une plate-forme logistique située au sud de Tours. Selon les organisateurs, une cinquantaine de tracteurs ont participé au barrage filtrant.

Rond-point bloqué en Ardèche.
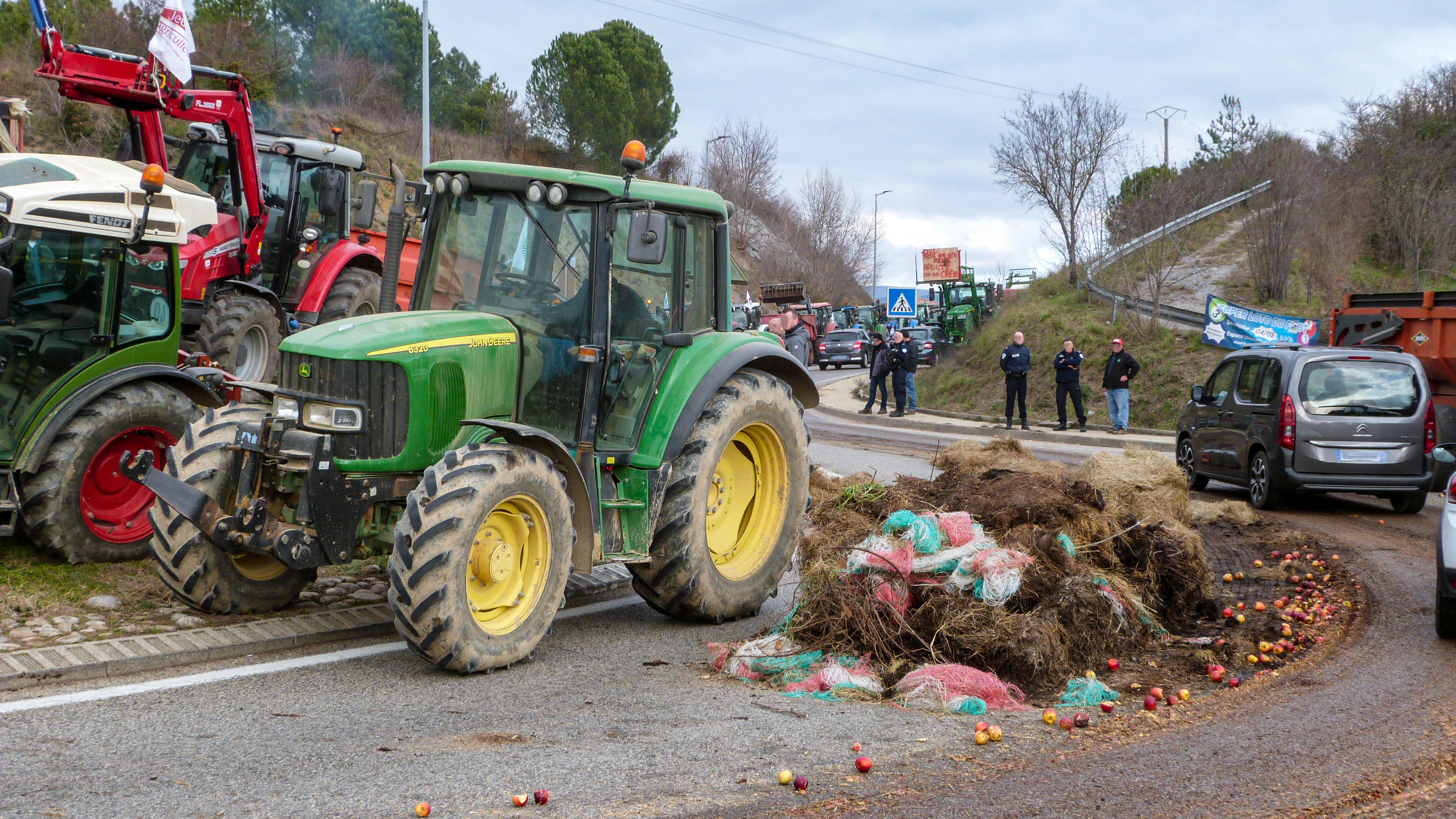
Rond-point partiellement bloqué.
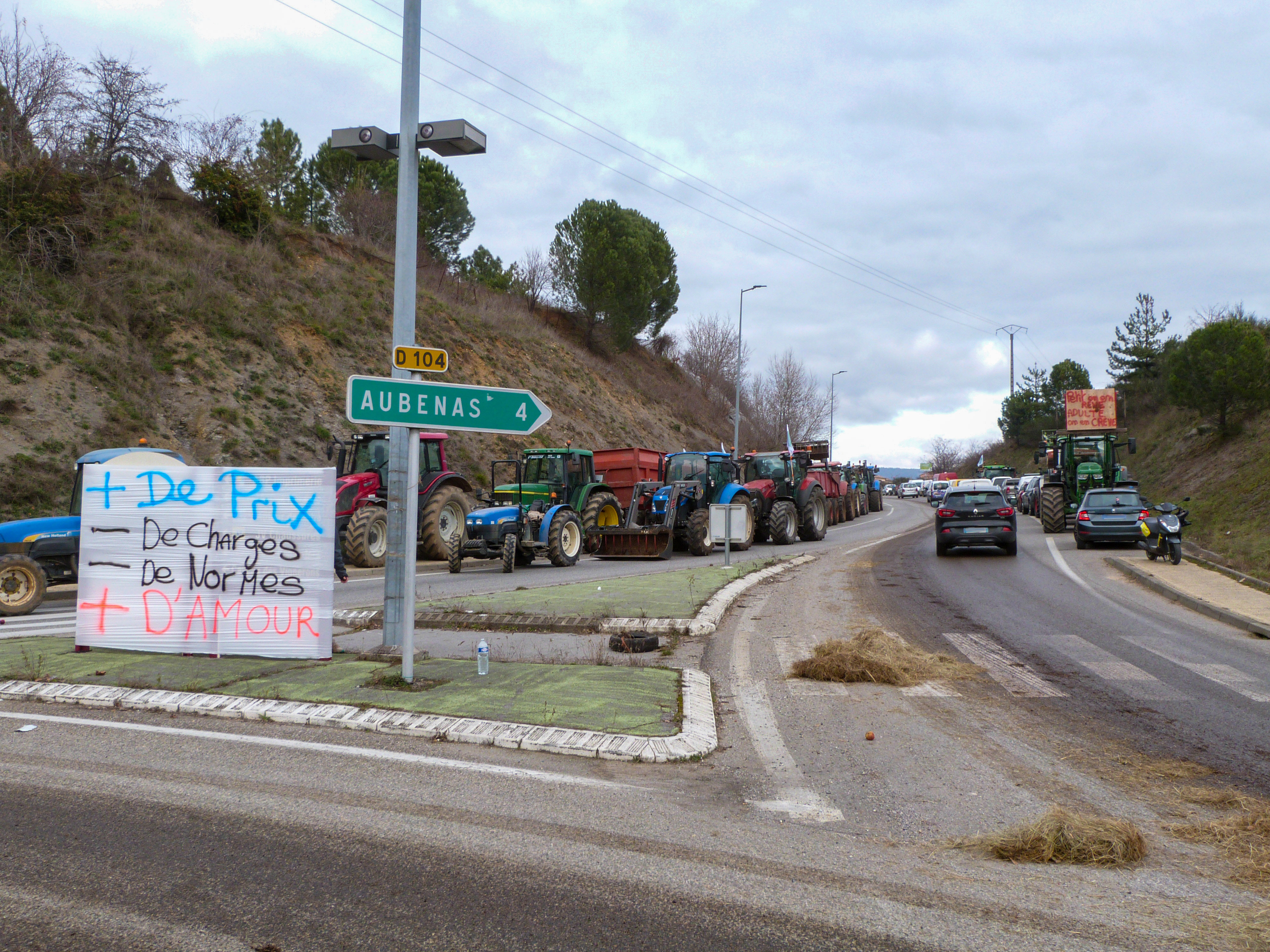
Circulation coupée et banderole.

## Soutien massif dans l'opinion publique
D'après un sondage mené par Harris Interactive-Toluna pour RTL, au 23 janvier 2024, le mouvement bénéficiait d'un soutien massif auprès de l'opinion publique française. 92 % des personnes interrogées déclaraient comprendre les revendications des agriculteurs, dont 82 % qui les soutenaient et 70 % qui approuvaient les blocages. Ce soutien était important auprès de toutes les orientations politiques, variant de 69 % pour les sympathisants de Renaissance, le parti du gouvernement, jusqu'à 88 % pour les sympathisants du Rassemblement national. À l'inverse, 83 % des personnes interrogées estimaient que le gouvernement n'était pas à la hauteur de l'événement, cette défiance étant également majoritaire dans toutes les orientations politiques, y compris auprès des sympathisants Renaissance.
Les sympathisants d'Europe Écologie - Les Verts soutiennent également massivement le mouvement, à 84 %. Cependant, en raison d'actions violentes de certains agriculteurs envers ce parti ou des administrations liées à l'écologie et d'une plus grande clémence du gouvernement envers les syndicats agricoles qu'envers les militants écologistes, notamment l'utilisation de la force policière envers eux pour des actions similaires ou moins perturbantes que celles des agriculteurs, un sentiment de « deux poids deux mesures » est ressenti par une partie des écologistes. Yannick Jadot affirme, notamment, que « les écologistes feraient le millième de ce qu’il se passe aujourd’hui, ils seraient en prison et condamnés ». Cette différence de traitement serait due, d'une part, à la puissance de la FNSEA et, d'autre part, à l'image que renvoient les agriculteurs, « étant identifiés comme ceux qui nous nourrissent, ils jouissent d'une utilité sociale et symbolique incontestable », selon le sociologue Jean-Michel Denis.

D'après le sociologue spécialiste des questions rurales et agricoles Bertrand Hervieu, lorsque la question « Les exploitants bénéficient donc d'un large soutien du public ? » lui a été posée :
On le voit bien dans les sondages : l'opinion publique exprime plutôt une sympathie pour les agriculteurs. Dans le même temps, elle est aussi critique face aux modes d'exercice de l'agriculture, perçue comme peu protectrice de l'environnement. Cela explique cette tension, que les agriculteurs ressentent comme des injonctions paradoxales, autour de la question de l'environnement. C'est aussi ce qui nourrit ces manifestations.

## Réactions

### Réponse du pouvoir exécutif en France
Le 24 janvier, le ministre de l'Intérieur Gérald Darmanin donne une instruction aux préfets : « Je tiens à vous rappeler la consigne de grande modération attendue des forces de l’ordre sous votre autorité », précisant que les forces de l’ordre déployées « aux abords de bâtiments publics » ne « seront autorisées à intervenir » qu’« en dernier recours ». Le lendemain, Gérald Darmanin déclare au journal télévisé de TF1 qu'« on ne répond pas à la souffrance en envoyant les CRS ».
Sans pour autant entamer le soutien de l'opinion publique française au mouvement, l'inaction des CRS durant les événements d'Agen et, de manière générale, la clémence de l'État sont remarquées.
Pour Le Parisien, « [cette] tolérance [...] s’explique notamment par des raisons politiques et électorales ». Ce « deux poids deux mesures » est également dénoncé par Sophie Binet de la CGT, qui rappelle qu'un millier de militants CGT ont été poursuivis pour des dégradations commises lors des manifestations contre la réforme des retraites. En effet, cette mobilisation des agriculteurs arrive après l'année 2023, marquée par de nombreux mouvements de contestation, notamment le mouvement social contre la réforme des retraites et des manifestations contre les méga-bassines au cours desquels le gouvernement avait qualifié d'« écoterroristes » les manifestants écologistes d'alors et avait eu recours aux forces de l'ordre pour des faits similaires ou moins intenses. De même, le sociologue Fabien Jobard souligne la différence de traitement policier. D'un coté, les mouvements protestataires de la décennie passée —gilets jaunes de 2018-2020, opposition à la réforme des retraites de 2023, opposition aux méga-bassines de 2023— marqués de violences policières et de morts — Rémi Fraisse (2014), Zineb Redouane (2018), Steve Maia Caniço (2019)—, de l'autre, l’apaisement et la négociation face aux agriculteurs. Ce réalisme étant dû, selon Jobard, à deux éléments : d'une part, le mouvement de 2024 reste dans l'idéologie productiviste, d'autre part, du fait d'un rapport de force physique différent, « les forces de l'ordre n'ont tout simplement pas les moyens de faire place nette lorsque des centaines d'engins sont engagés ».
Le 26 janvier, Bruno Le Maire dénonce des « infractions » à la loi EGalim de la part d'industriels et de distributeurs. Le ministre de l'Économie annonce qu'il prendra des sanctions pouvant aller jusqu'à 2 % du chiffre d'affaires des distributeurs et industriels qui ne respecteraient pas cette loi.
Le même jour, le chef du gouvernement Gabriel Attal se déplace à Montastruc-de-Salies (Haute-Garonne) et annonce les mesures suivantes :
- Annulation de la hausse de la taxe sur le gazole non routier ;
- Sanctionner le non-respect de la loi EGalim qui vise à protéger les revenus des agriculteurs ;
- « Dix mesures de simplification immédiates » ;
- Rapidité des aides d’urgence ;
- L’accord commercial entre l’Union européenne et le Mercosur remis en question.

Ces annonces du gouvernement sont jugées insuffisantes par de nombreux agriculteurs, en particulier par la FNSEA, le MODEF et la Confédération paysanne qui appellent, le soir même, à poursuivre la mobilisation. Le lendemain, la FNSEA et les Jeunes Agriculteurs du Grand Bassin parisien ont annoncé, dans un communiqué commun, « un siège de la capitale pour une durée indéterminée » à partir de lundi à 14 heures. Parallèlement, la Coordination rurale du Lot-et-Garonne a fait savoir qu'elle prévoyait de bloquer le marché d'intérêt national de Rungis.

### Au niveau européen
Alors que les manifestations d'agriculteurs se multiplient dans l'Union européenne, la présidente de la Commission européenne Ursula von der Leyen lance, le 25 janvier, un dialogue stratégique sur l'avenir de l'agriculture auquel sont conviés syndicats agricoles et représentants des communautés rurales ainsi que les industriels, la grande distribution, les consommateurs, les ONG environnementale ou encore des banques. La réflexion a vocation à déboucher sur un rapport.
Le 26 mars 2024, les ministres de l'Agriculture européens se réunissent à Bruxelles. L'objectif est d'apaiser les tensions et d'examiner une révision de la politique agricole commune.

### Autres réactions
Patrick Martin (chef d'entreprise), président du Mouvement des entreprises de France, premier syndicat patronal du pays, se déclare en faveur de la négociation de l'Accord de libre-échange entre le Mercosur et l'Union européenne, pourtant au cœur des revendications des agriculteurs. Le 1er février, il déclare sur France 2 que la fin des accords de libre-échange de l'Union européenne supprimerait "20 % des emplois français".
Le député LR de la Loire Antoine Vermorel-Marques a déposé, le 26 janvier, une proposition de loi pour interdire l'importation de produits agricoles qui ne respectent pas les normes imposées en France aux agriculteurs. Il pointe aussi les failles de la loi EGalim en estimant que ce texte n'avait pas prévu les moyens de se faire respecter. La faute en revient, selon lui, à la « France naïve ».
Plusieurs médias télévisés comme BFM TV, France info ou les chaînes d'opinion du Groupe Canal+ (C8 et CNews) sont accusés de développer une vision spécifique du mouvement en donnant essentiellement la parole à des personnalités d'extrême droite. Certains syndicalistes agriculteurs vont jusqu’à qualifier CNews et ses animateurs de porte-parole du mouvement,.
La secrétaire nationale du parti Les Écologistes, Marine Tondelier, déclare qu'elle considère comme « totalement » cohérent que plus de 50 organisations écologistes appellent à rejoindre le mouvement des agriculteurs.